# Pénalité (football américain)
Pour les articles homonymes, voir Pénalité.
Le football américain est un sport très codifié et chaque action de jeu peut donner lieu à une faute qui amène elle-même une pénalité généralement sous la forme d'une perte de terrain. Les principales fautes (également appelées pénalités) peuvent être résumées ainsi :

## Générales
Les pénalités suivantes peuvent être appliquées tant à l'attaque qu'à la défense.

### Retard de jeu (delay of game)
Pénalité de 5 yards
Toute action qui retarde le début d'une action de jeu soit 
- En attaque : ne pas jouer le snap avant que l'horloge n'atteigne zéro (40 secondes pour mettre en jeu). Pénalité de 5 yards
- En défense : après la fin du jeu précédent, la défense empêche un attaquant de se relever ou de botter le ballon ou elle ne cède pas rapidement le ballon aux arbitres. Action défensive utilisée pour empêcher l'attaque de rejouer rapidement via le no huddle lequel est souvent pratiqué pendant les 2 dernières minutes.
- En équipe spéciale : lorsqu'une équipe retourne la balle alors qu'elle avait signalé un fair catch.

### Hors jeu (offside)
Pénalité de 5 yards.
Un joueur de la défense est hors-jeu s'il franchit le ligne de scrimmage avant que le ballon ne soit mis en jeu. Si un défenseur dépasse la ligne mais revient avant que le snap ne soit donné, il n'y a pas de faute. Cela peut également se produire si un joueur de la défense est positionné dans la zone neutre au moment où le ballon est mis en jeu.
Cette faute est dont toujours commise par la défense, en effet un joueur de l'attaque sera lui pénalisé d'un « false start ». Néanmoins, il est possible qu'un joueur offensif soit pénalisé pour offside s'il s'aligne dans la zone neutre.
En cas d'offside, l'action se déroule normalement, et la faute n'est annoncée qu'à la fin de l'action (certain appelle cette action, l'action gratuite ou free play). L'attaque peut donc tenter ce qu'elle veut. Si son action réussit tant mieux. Par contre si l'action ne rapporte rien ou si le ballon est intercepté, l'attaque ne déclinera jamais la pénalité signalée contre la défense.

### Formation illégale (Illegal formation)
- Moins de 7 joueurs alignés sur la ligne d'engagement (NFL / High School / CFL) ou
- Cinq joueurs inéligibles (hommes de ligne = avec un numéro de #50 à #79) ne s'alignent pas sur la ligne (NFL / High School / CFL) ou
- Plus de quatre joueurs dans le backfield (NCAA uniquement) ou
- Les receveurs éligibles ne s'alignent pas en tant que joueurs les plus à gauche et à droite sur la ligne (NFL / CFL).
- Pénalité de 5 yards.

### Holding
Un joueur de l'attaque ne peut pas retenir un joueur de la défense en le saisissant ou en le bloquant par derrière. Cela peut également se produire si un joueur de l'attaque tient un adversaire en empêchant sa progression.
Il s'agit donc d'une saisie (durant un bloc) illégale d'un adversaire (autre que le porteur du ballon), une utilisation des mains ou des bras pour bloquer, tacler ou retenir un joueur de l'équipe adverse qui n'a pas le ballon.
Pénalité de 10 yards.
Si l'attaque fait un holding dans sa propre zone d'en-but, elle est sanctionnée d'un safety.

### Interférence de passe
Un joueur de la défense ne peut pas entraver la progression d'un receveur de passe ou l'empêcher d'attraper le ballon lorsque ce dernier est dans les airs (en agrippant ses mains par exemple). soit :
- Avoir un contact physique intentionnel (dans le but de gêner) avec un receveur, après que la balle a été lancée (vers l'avant) et avant qu'elle soit touchée par le receveur (ce receveur peut être un défenseur qui va effectuer une interception, la faute est alors commise par un attaquant et on parle d'interférence offensive).
- L'interférence de passe est appelée si le joueur défensif entre en contact avec le joueur offensif alors qu'il essaie d'attraper la passe, à moins que le défenseur n'ait tourné la tête pour faire face au ballon venant en sens inverse et qu'il tente d'intercepter. Un contact accidentel n'est pas pénalisé.

Pénalité de 10 yards si commis par l'attaque.
Endroit de la faute si commis par la défense avec 1er down automatique.
Si commis dans la End Zone, le ballon est placé sur la ligne des 1 yard.

### Bloc dans le dos (Illegal block in the back)
Un joueur ne peut pas bloquer un adversaire dans le dos.
Il s'agit d'un contact dans le dos entre un bloqueur et un adversaire non porteur du ballon. Ce contact dans le dos doit se situer au-dessus de la taille (à n'importe quel niveau). Il existe la même faute pour tout block en dessous de la taille (clipping).
Pénalité de 10 yards.

### Clipping
Contact entre un joueur et un non porteur de balle de l'équipe adverse par derrière et au niveau ou en dessous de la taille. Le fait de se jeter ou rouler sur les jambes d'un adversaire après un bloc constitue également une faute de clipping.
Pénalité de 15 yards.

### Faute personnelle (Personal foul)
Avoir un comportement ou commettre une infraction par rapport aux règles de sécurité (ex: plaquer le joueur alors qu'il est sorti du terrain, face mask, ...)
Si l'action est particulièrement dangereuse et flagrante, les arbitres peuvent décider d'exclure le joueur.
Pénalité de 15 yards et 1er down automatique si commis par la défense.

### Spearing
Attaquer/plaquer/contacter un adversaire avec son casque (Cette technique est illégale en raison du risque de blessures au cou pour le plaqueur.).
Pénalité de 15 yards et 1er down automatique si commis par la défense.

### Tripping
Un joueur ne peut pas étendre sa jambe ou son pied pour faire chuter ou trébucher un adversaire (croc en jambe ou croche pied).
Pénalité de 10 yards et 1er down automatique si commis par la défense.

### Illegal hands to the face
Pousser ou frapper un joueur à la tête ou sur le casque. 
- Si faute par un attaquant : pénalité de 10 yards.
- Si faute par un défenseur : pénalité de 5 yards et 1er down automatique.

### Face mask
L'Intentionally grasping the face mask ou Face mask est le fait d'attraper la grille de protection de l'adversaire lors du plaquage ou d'une lutte homme à homme. La saisie sous forme de traction/torsion doit être intentionnelle pour être sanctionnée.
Pénalité de 15 yards et 1er down automatique si commis par la défense.

### Horse Collar Tackle
Plaquer en attrapant le porteur du ballon par le col.
Pénalité de 15 yards.

### Conduite anti-sportive (unsportsmanlike conduct)
Toute personne (en principe un joueur mais ça peut également être un entraîneur ou encore un spectateur) qui par un acte ou une parole va nuire au déroulement du match, à l'arbitre.. (conduite anti-sportive). Il n'est donc pas permis d'insulter un adversaire ou de célébrer un touchdown de manière excessive. Le taunting est également interdit (se moquer ou provoquer les adversaires de manière délibérée).
L'Unsportsmanlike conduct est une faute de "non-contact", s'il y a contact, cela devient alors une faute personnelle (personal foul).
Pénalité de 15 yards et 1er down automatique si commis par la défense.
Exception pour célébration excessive : 5 yards de pénalité sur le Kickoff.
Un joueur peut être expulsé du match si la faute est grave.

### Ciblage (Targeting)
Un joueur tacle intentionnellement avec le dessus de son casque en initiant un contact avec la tête de l'adversaire au-dessus du cou du joueur visé, ou fait intentionnellement une collision de casque à casque. Selon les règles de la NFL et de la NCAA, cette faute s'applique tant à un joueur défensif qu'offensif.
Depuis la saison 2017, la pénalité est de 15 yards et une exclusion automatique du joueur fautif. Cette pénalité est revue par la vidéo. Si le choc n'est pas considéré intentionnel après l'examen vidéo, le joueur est autorisé à rester dans le jeu et la pénalité n'est pas appliquée.

### Expulsion (Ejected)
Le joueur après avoir commis une grave faute personnelle ou une conduite anti-sportive est expulsé du match.
Une faute personnelle est signalée avant. Le joueur est exclu du match après avoir commis une faute très grave (insulte, bagarre...)

### Remplacement interdit (Illegal  Substitution)
Une équipe a 12 (ou +) joueurs dans le huddle entre 3 et 5 secondes.
Pénalité de 5 yards

### Trop de joueur sur le terrain (Too many men on the field)
12 joueurs ou + sur le terrain avant l'action ou
un joueur essaye de quitter le terrain lorsque la balle est « snappée ».
Pénalité de 5 yards

## Pénalités contre l'attaque

### Faux départ(false start)
Après s'être aligné, un joueur offensif ne peut pas se déplacer (faire un mouvement, généralement vers l'avant) avant que le ballon ne soit mis en jeu, ce mouvement simulant un départ de l'action.
Pénalité de 5 yards.

### Illegal motion
Mouvement illégal d'un attaquant soit lorsqu'un joueur en motion (déplacement) fait un mouvement vers l'avant (la motion doit se faire latéralement).
Pénalité de 5 yards

### Illegal shift
Une équipe ne peut avoir plus d'un joueur en mouvement lorsque le ballon est mis en jeu (plusieurs joueurs font simultanément une motion - déplacement).
ou
Après qu'un joueur a fait sa motion, les 11 joueurs n'ont pas été immobiles au moins 1 seconde.
Pénalité de 5 yards.

### Intentional grounding
Une passe est lancée intentionnellement dans le vide (où il n’y a personne) pour éviter d'être plaqué (sack).
Exception: 
- Si le QB est sorti de la zone délimitée par ses 2 Tackles ("tackle box" ou "poche"), la faute ne sera pas signalée.
- Si le QB spike la balle (pour arrêter le chrono).
Pénalité de 10 yards à partir de l'endroit où la faute (le lancer) est commise et perte du down. Si la faute est commise dans sa propre End Zone, il s'agit d'un safety.

### Passe avant interdite (Illegal forward pass)
Passe lancée une fois la ligne de scrimmage passée (le corps entier doit avoir franchi la ligne) ou plusieurs passes vers l'avant lancées dans la même action.
Pénalité de 5 yards de l'endroit de la faute et perte du down.

### Illegal touching a forward pass
Une passe touche un joueur non éligible (#50 à #79) en premier. Si la passe est touchée par un défenseur en 1er, n'importe quel joueur pourra la toucher
Pénalité de 5 yards.

### Ineligible receiver down field
Un receveur non éligible pour recevoir une passe, dépasse la ligne d'engagement avant le ballon ne soit lancé. Ces receveurs inéligibles doivent attendre derrière la ligne d'engagement que le ballon soit lancé avant de franchir la ligne. Cette règle a été ajoutée en tenant compte de la passe d'écran (screen pass), où un receveur (le plus souvent un running back, parfois un tight-end ou un wide receiver) attrape une balle derrière la ligne de mêlée et à l'abri derrière un "écran" effectué par les joueurs de la ligne offensive.
Pénalité de 5 yards

### Chop Block
Un joueur offensif essaye de faire un cut bloc (plonger dans les jambes du joueurs défensif pour le mettre au sol) sur un joueur défensif alors que celui ci est déjà en train de se faire bloquer par un autre joueur.
Deux joueurs offensifs ne peuvent donc pas bloquer simultanément un joueur de la défense en le frappant simultanément au-dessus et en-dessous de la ceinture
Pénalité de 15 yards.

## Pénalité contre la défense

### Neutral Zone Infraction
Avant que le snap soit donné, un joueur défensif (le plus souvent un joueur de ligne) va dans la zone neutre (environ entre les 2 lignes (OL) et (DL)) et fait "sursauter" un OL qui fait un faux départ (false start).
Pénalité de 5 yards.

### Encroachment
Avant le snap, un joueur défensif franchit illégalement la ligne de mêlée et entre en contact avec un adversaire ou a un chemin dégagé vers le quarterback.
Pénalité de 5 yards.

### Bloc sous la taille (Blocking below the waist)
Bloc illégal effectué en dessous de la taille, venant de n'importe quelle direction, par tout joueur défensif (ou par un joueur offensif dans certaines situations), à certaines exceptions près. Ces blocs sont bannis car ils sont source de blessures graves aux genoux ou aux chevilles.
Pénalité de 15 yards et 1er down automatique.

### Running into the kicker
Lors d'un coup de pied par le punter ou le kicker où la défense ne parvient pas à toucher ("bloquer") le ballon frappé, le défenseur se heurte au punter/kicker. Si l'acte n'est pas intentionnel, cette faute est dénommée running into the kicker (pénalité de 5 yards) mais si c'est considéré comme intentionnel, la faute est alors appelée roughing the kicker.
Pénalité de 15 yards.

### Contact illégal (Illegal contact)
Établir un contact significatif avec un receveur après qu'il a fait 5 yards au delà de la ligne de mêlée. Le contact illégal n'est appelé que si le quarterback est toujours dans la poche et que le ballon est toujours entre ses mains.
Pénalité de 5 yards.

### Faute personnelle (Personal Foul)
Regroupe plusieurs pénalités différentes qui donnent lieu a une pénalité de 15 yards et un 1er down automatique :
- Roughing the Passer : Un défenseur continue son effort et plaque le QB alors qu'il a lancé le ballon. En NFL, un défenseur est autorisé à faire un pas après le lancer du ballon; un défenseur est pénalisé s'il heurte le passeur après avoir fait deux pas ou plus après que le ballon ait quitté la main du passeur, ou si le passeur est frappé au-dessus des épaules, ou si le passeur est ciblé à l'aide du casque.

- Leaping : Un joueur court et saute par-dessus un adversaire pour bloquer un field goal ou une conversion de TD à 1 point. La faute n'est pas sifflée si le joueur se situe à 1 yards de la ligne de scrimmage au moment du snap.

- Leverage : Un joueur saute par-dessus un adversaire ou se tient debout sur un coéquipier afin de bloquer un Kick.

## Pénalités contre les équipes spéciales

### Roughing the Kicker/Punter
Un joueur qui rate son bloc à la suite d'un field goal ou punt mais touche le Kicker ou Punter est sanctionné car il peut blesser le joueur. La jambe tendue de ce joueur lors du botté est considérée comme très vulnérable. Cette protection est également étendue au holder (celui qui réceptionne le ballon lors d'un field goal pour le maintenir avant que le kicker ne botte).
Pénalité de 15 yards et 1er down automatique.

### Roughing the Snapper
Tacler ou heurter le long snapper lors d'un punt ou d'un field goal, celui-ci étant autorisé à retrouver son équilibre et à adopter une position de protection avant d'être touché par la défense.
Pénalité de 15 yards et 1er down automatique.

### Illegal touching a free kick
La balle est touchée après un kickoff par un joueur de l'équipe qui effectue le kick alors que la balle n'a pas fait 10 yards.
Sanction : l'attaque de l'équipe qui recevait démarre à l'endroit de la faute.